# Pierre Lochet
Pierre-Charles Lochet (ur. 24 lutego 1767 w Châlons-en-Champagne, zm. 8 lutego 1807 w Bitwie pod Pruską Iławą) – francuski generał podczas Rewolucji i I Cesarstwa francuskiego, komandor Legii Honorowej, uwieczniony na Łuku Triumfalnym w Paryżu.

## Kariera
Syn kupca, wszedł do wojska w 1784 i służył 5 lat w Régiment de La Reine (1661) – regimencie królowej. W 1789 powrócił do rodzinnego domu aby pomóc ojcu w interesach. Lecz kiedy wkroczyły wojska niemieckie na teren Francji, poczuł się znów powołany do obrony ojczyzny. W 1792 awansował na stopień kapitana w II batalionie ochotników Marny, którego został komendantem w 1794. Jako szef brygady piechoty, (94-a brygada piechoty), pokonał 3000 Anglików, mając tylko 300 ludzi; otrzymał gratulacje Dyrektoriatu.
Następnie służył w Armii dunajskiej, gdzie odnotowano jego dzielność i brawurę. W 1803 awansował na generała brygady oraz odznaczony włączeniem do Legii Honorwej w stopniu komandora, 1804. Pod Austerlitz walczył jako szef brygady Wielkiej Armii jak również pod Auerstedt, gdzie jego adiutantem był młody jego kuzyn, Pierre Galichet, później osiadły w Polsce. Na polu bitwy w pruskiej Iławię kula mu trafiła w czoło 8 lutego 1807. Został pochowany na miejscu.

## Odznaczenia
- Komandor Legii Honorowej
- Nazwisko jego jest uwiecznione na kolumnie na cmentarzu wschodnim w Châlons-sur-Marne.
- Ulica w tym mieście upamięta jego: rue Lochet.
- Nazwisko jego zostało wyryte w paryskim Łuku Triumfalnym w 10-ej kolumnie.